# Moksha
Moksha (Sanskrit मोक्ष mokṣa m.) oder Mukti bedeutet im Vedanta Erlösung oder Befreiung, Ausbrechen aus dem Kreislauf der Wiedergeburten (samsara). Moksha ist in diesem Verständnis das letzte der vier Lebensziele (purushartha). Die anderen sind Wohlstand (artha), Religion, Gesetz oder Ordnung (dharma), Lust oder Leidenschaft (kama).
Diese religiöse Idee eines höchsten Heilsziels gibt es in brahmanischen bzw. vedischen Strömungen des Hinduismus. Vergleichbare Ideale finden sich aber auch in anderen Sanskrit-beeinflussten Strömungen, so z. B. in Teilen des Buddhismus, Jainismus und Sikhismus. Verwandte oder synonym verwendete Begriffe sind Nirwana im Buddhismus und Kaivalya.

## Beschreibung
Moksha beinhaltet die Befreiung aus der Kette von Geburt, Tod und Wiedergeburt (samsara) und stellt das letzte Ziel des menschlichen Lebens dar. Zwar gibt es auch im Hinduismus eine Vorstellung vom ‚Himmel‘, den eine Person mit gutem Karma nach dem Tod des Körpers genießen kann, dieser ist jedoch nur vorübergehend. Auch beschreiben die Mythen verschiedene ‚Höllen‘ für Übeltäter, aber die meisten Hindus gehen nicht davon aus, dass jede noch so schwere Verfehlung ewige Wirkung haben könnte. Das Individuum kommt unweigerlich auf die Erde zurück und der Kreislauf von Geburt zu Geburt geht weiter, bis zur endgültigen Erlösung.
Dieser Kreislauf (samsara) oder die relative Existenz in der materiellen Welt, wird dabei meist als negativ bewertet, als eine Art von Gefängnis, Illusion, als etwas, an das man gefesselt ist. Moksha bezeichnet die Befreiung aus dieser Bindung. Der Hinduismus meint damit die Befreiung der Seele und ebenso wie im Jainismus, Sikhismus und Buddhismus eine Befreiung vom Ich-Gedanken oder Ego, nach der man einen Dualismus aus Individualität und Nicht-Individualität erleben soll („ich bin, während ich gleichzeitig nicht bin“). Erleuchtung ist auch immer mit Erkenntnis verbunden, die sich auf die Natur dieser Bindung bezieht. In der hinduistischen Advaita-Vedanta-Philosophie ist es die Erkenntnis, die Welt sei eine Illusion, auch das eigene Ich sei eine Illusion und seiner Natur nach identisch mit dem formlosen Göttlichen, dem brahman. In den Upanishaden wird die Seele allerdings dennoch als individuell beschrieben, da sie als Teil des Paramatman, der absoluten Überseele existiert. Die Befreiung vom Ich-Gedanken ist also lediglich die Befreiung von der, durch die materielle Energie (maya) verursachten, Illusion über das wahre absolute Selbst.
Ein Problem mit dem Begriff Moksha ist, dass es sich seiner Natur nach um ein Phänomen jenseits des menschlichen Verstandes handelt, also gerade dadurch definiert ist, dass es über ihn hinausgeht. Deshalb sind Beschreibungen der Erleuchtung oft paradox und sind ähnlich wie der Gottesbegriff jenseits rationaler Erklärungen. Ein Großteil der hinduistischen Schriften über Moksha beschäftigt sich mit der Verneinung oder Auflösung mentaler religiöser Konzepte oder Vorstellungen (Ribhu Gita, Ashtavakra Gita, Avadhuta Gita).
Viele Traditionen beschreiben Erleuchtung als einen Zustand der Losgelöstheit, d. h. vom ‚Ich‘ und der Anhaftung an die Welt befreit. Dieser Zustand wird auch als Sackski (Zeugenbewusstsein) bezeichnet. Für einige bedeutet dieser Zustand des Zeugeseins jedoch nur den Anfang, da er noch ein Zustand der Dualität ist. Am Ende jedoch steht demnach die völlige Einheit der Welt im brahman, dem höchsten, formlosen Sein. Der buddhistische Satz aus dem Mahayana „Nirvana ist Samsara“ könnte in die gleiche Richtung deuten. Naturgemäß führt ein solcher Ansatz zu einer weniger negativen Bewertung der Welt, da sie ja als eins und identisch mit Brahman oder Nirvana gesehen wird.
Für die Anhänger des Advaita-Vedanta kann Moksha nur während des menschlichen Lebens erreicht werden, nicht nach dem Tode. Es heißt, dass zu diesem letzten Ziel selbst die Devas, die Himmlischen, erst als Mensch geboren werden müssten, da nur im menschlichen Leben Erlösung erreicht werden kann. Ihr Dasein im ‚himmlischen‘ Zustand ist nicht unendlich. Die Person, die während des Lebens vollkommene Erlösung erfährt, nennt man Jivan Mukta (Jivan = Seele, Mukti = Befreiung).
Andere dagegen, besonders Gläubige in dualistischen Bhakti-Traditionen, nehmen an, dass man erst nach dem Tod durch Gottes Gnade Moksha erfahren kann. Diese endgültige Erleuchtung nach dem Tode wird als Videha Mukti bezeichnet.
Wenn temporäre Erleuchtungserlebnisse gemeint sind, ist meist von Samadhi die Rede. Sahaja Samadhi, der natürliche Samadhi, ist jedoch identisch mit Jivan Mukti.

## Verschiedene Wege zur Erlösung
Die brahmanischen bzw. vedischen Traditionen des Hinduismus empfehlen drei, gelegentlich auch vier verschiedene Wege, um Moksha zu erreichen: den Weg der Gottesliebe (Bhaktiyoga), den Weg des Wissens (Jnanayoga) und den Weg der selbstlosen Tat (Karmayoga). Die Lehre des Bhaktiyoga, zu dem einige populäre Strömungen des Vishnuismus ebenso wie des Shivaismus gehören, propagiert, dass der Mensch die Gnade Gottes benötige, um Erlösung zu erlangen. Während einige die Meinung vertreten, diese Gnade würde durch liebende Hingabe (Bhakti) erreicht, gehen andere von der Gnade Gottes aus, die ohne eigenes Zutun erlangt werde.
Besonders in den Richtungen des Vaishnava Bhakti Yoga, dem Weg vieler Anhänger von Vishnu, geht es in der Erlösung nicht um die Einheit und Identität des Individuums mit dem Brahman, sondern um Teilhabe und Gemeinschaft mit Gott, ähnlich den Erlösungsvorstellungen des Christentums. Hier wird Moksha als eine Befreiung von der materiellen Existenz nach dem Tode sowie Freiheit von allen mentalen Bindungen verstanden, nicht als Auflösung jeglicher Dualität. Für sie ist Bhakti, die Liebe zu Gott und Gottes Liebe zum Menschen, die einzige Voraussetzung.
Der Weg des Jnana Yoga geht von der Erlösung durch das Streben nach wahrem Wissen und Erkenntnis aus. Für Vertreter dieses Weges gilt das unerbittliche Gesetz des Karma, wonach die Taten eines Menschen für dessen Erlösung verantwortlich sind. Dies entspricht der Sichtweise des klassischen Brahmanismus und der Philosophie der Upanishaden. Der Advaita Vedanta beschreibt in den Mahavakyas die Seele (Atman) als identisch mit Brahman, dem formlosen Höchsten und absolutem Bewusstsein, Ayam Atma Brahma. Sobald man dies erkennt, wird der falsche Gedanke des Ich-Gedankens (Ahamkara), welcher den Atman überlagert, aufgelöst. Moksha bedeutet hier, dass das Individuum erkennt, dass es selbst Brahman, das höchste Göttliche ist.
Karmayoga oder Karmamarga, der Yoga der Tat, fordert ein Handeln ohne Anhaftung an die Ergebnisse. Oft wird dieser Begriff auch als Weg des selbstlosen Dienstes verstanden.
Einige Schulen, wie etwa Vivekananda, zählen als vierten Weg zur Erlösung noch Raja Yoga hinzu, zu dem auch Meditation und Askese gehören.
Die indische Brahma Kumaris World Spiritual University (BKWSU) sieht in Moksha bzw. Jīvan Mukti einen zentralen Begriff ihrer Theologie. Jīvan Mukti bedeutet übersetzt: Befreiung im Leben. Gemeint ist damit ein Leben mit Gott, sodass der Praktizierende nach langer Übung frei von äußeren und inneren Einflüssen ist. Er führt ein positives, wertorientiertes Leben, den Mitmenschen zugewandt. Es ist jedoch zuerst von der emotionalen Nähe und liebevollen Beziehung zu Gott bestimmt. Der Eine ist für die religiös-spirituelle Gruppierung ein weißer Lichtpunkt mit ovaler, goldroter Lichtaura.
Moksha bzw. Jīvan Mukti erfährt das Mitglied, wenn es sich dem geistigen Raja Yoga der Brahma Kumaris widmet mit dem Ziel, sein Leben zu meistern. Die Welt der Erlösung, d. h. ohne Leid und Körper, ist für die Brahma Kumaris eine jenseitige Lichtwelt, von ihnen der Höchste Ort (Paramdham) genannt, eine Lichtdimension ohne Schall. Das Ziel aller meditativen Bemühungen ist nicht die endgültige Erlösung wie im Buddhismus.
Im Buddhismus ist die übliche Bezeichnung für Erlösung Nirvana. Im Jainismus sind sowohl Moksha wie Nirvana gebräuchlich; ihre Verwendung ist austauschbar.